# Liste von Zuflüssen der Fränkischen Saale
Liste von Zuflüssen der Fränkischen Saale
Das Wassereinzugsgebiet der Fränkischen Saale umfasst 2766 km². Die wichtigsten Nebenflüsse sind die Milz, die Streu, die Brend, die Lauer, die Premich, die Thulba, die Schondra und die Sinn. In der folgenden Tabelle wurden zum Vergleich, blau unterlegt, auch die ganze Fränkische Saale selbst sowie Teilabschnitte von ihr bis zu verglichen mit ihrem bisherigen Oberlauf relativ großen Zuflüssen mit aufgenommen.

## Tabelle

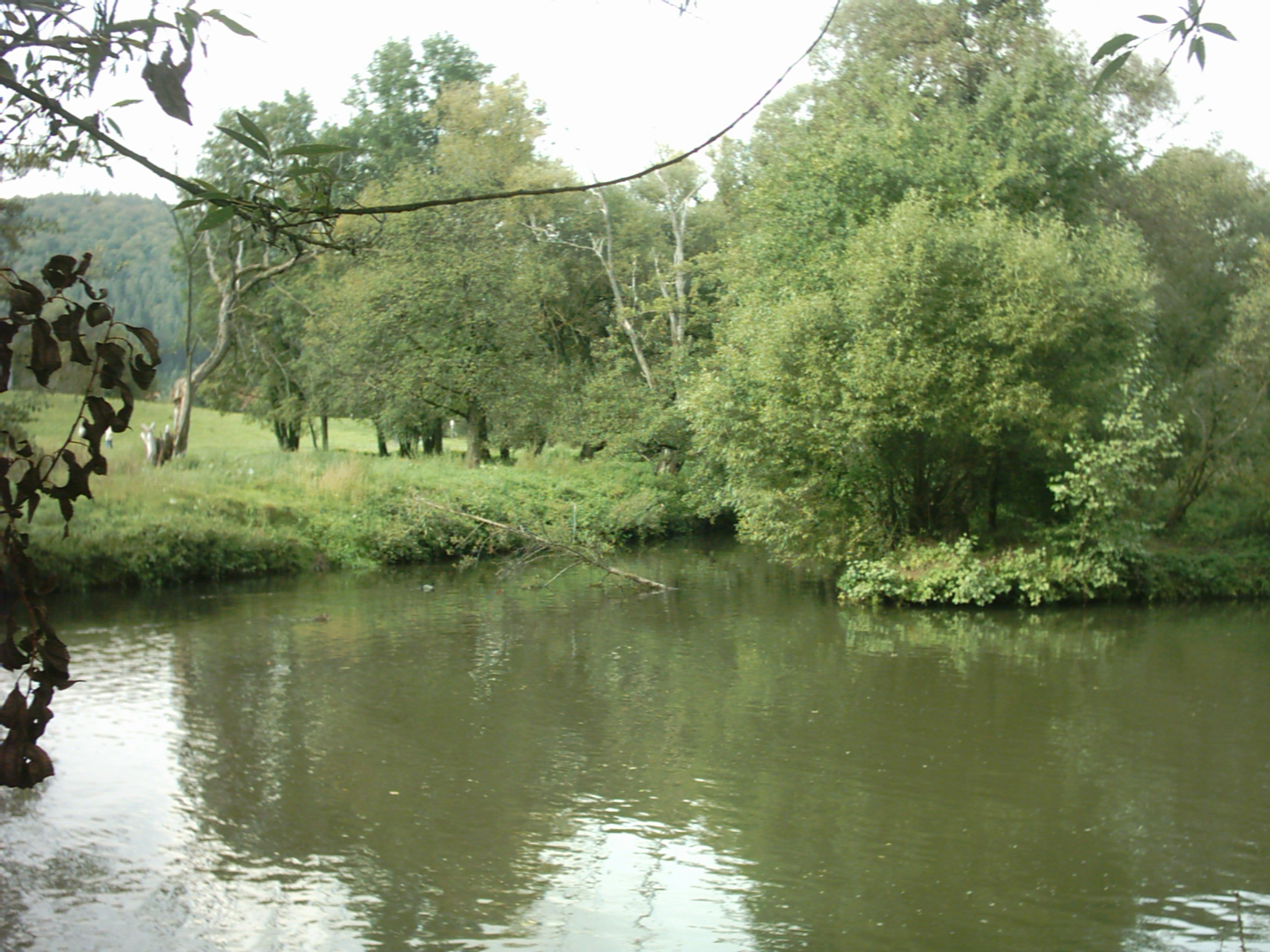
Mündung der Sinn in die Fränkische Saale

| Name                                | Seite  | Länge [km] | Einzugs- gebiet [km²] | Mündung [km] ab Q. | Mündungsort                             | GKZ      |
| ----------------------------------- | ------ | ---------- | --------------------- | ------------------ | --------------------------------------- | -------- |
| Fränkische Saale vor Fleußengraben  | n. a.  | 003,90     | 0004,60               | 003,90             | Trappstadt-Alsleben                     | 244-111? |
| Fleußengraben                       | links  | 003,50     | 0006,10               | 003,90             | Trappstadt-Alsleben                     | 244-111? |
| Saalegraben                         | links  | 003,90     | 0015,20               | 005,90             | Bad Königshofen-Untereßfeld             | 244-111? |
| Aubbach                             | links  | 005,10     | 0007,60               | 006,80             | Bad Königshofen-Riedmühle               | 244-111? |
| Gleitschengraben                    | links  | 006,30     | 0005,10               | 009,30             | Bad Königshofen-Ipthausen               | 244-111? |
| Weißbach                            | rechts | 010,76     | 0026,26               | 009,77             | Bad Königshofen                         | 244-112  |
| Störaugraben                        | rechts | 002,80     | 0003,60               | 010,40             | Bad Königshofen                         | 244-113? |
| Breitwiesengraben                   | links  | 004,90     | 0011,30               | 011,00             | Bad Königshofen                         | 244-113? |
| Bachgraben                          | links  | 003,60     | 0002,00               | 011,80             | Bad Königshofen-Merkershausen           | 244-113? |
| Tiefer Graben                       | links  | 003,20     | 0002,70               | 012,70             | Bad Königshofen-Merkershausen           | 244-113? |
| Haubach                             | rechts | 010,14     | 0029,42               | 015,24             | Großeibstadt                            | 244-114  |
| Barget                              | links  | 009,38     | 0025,10               | 019,67             | Kleineibstadt                           | 244-116  |
| Albach                              | links  | 007,26     | 0017,40               | 020,25             | unterhalb Kleineibstadts                | 244-118  |
| Fränkische Saale vor Milz           | n. a.  | 023,63     | 0182,49               | 023,63             | Saal an der Saale                       | 244-11   |
| Milz                                | rechts | 036,44     | 0186,07               | 023,63             | Saal an der Saale                       | 244-12   |
| Schanzgraben                        | links  | 005,08     | 0005,89               | 024,64             | Saal an der Saale                       | 244-192  |
| Taubach                             | links  | 004,29     | 0007,03               | 029,16             | Wülfershausen an der Saale-Eichenhausen | 244-194  |
| Dippbach                            | rechts | 006,90     | 0015,21               | 031,91             | oberhalb Hollstadts                     | 244-196  |
| Mitbergsgraben                      | links  | 003,60     | 0003,50               | 036,00             | Hollstadt                               | 244-199? |
| Fränkische Saale vor Streu          | n. a.  | 038,23     | 0424,34               | 038,23             | Heustreu                                | 244-1    |
| Streu                               | rechts | 041,86     | 0447,86               | 038,23             | Heustreu                                | 244-2    |
| (Bach aus Rödelmaier)               | links  | 003,74     | 0003,53               | 041,34             | Bad Neustadt-Herschfeld                 | 244-312  |
| Dolzbach                            | rechts | 003,72     | 0007,41               | 042,13             | Bad Neustadt an der Saale               | 244-314  |
| Brend                               | rechts | 029,72     | 0140,07               | 042,75             | Bad Neustadt an der Saale               | 244-32   |
| Löhriether Graben                   | links  | 006,69     | 0008,59               | 043,51             | Bad Neustadt-Bad Neuhaus                | 244-392  |
| Dorfsgraben                         | links  | 001,90     |                       | 045,90             | Salz                                    | 244-39?  |
| Kebigsgraben                        | links  | 003,20     |                       | 046,70             | Salz                                    | 244-39?  |
| Lauer                               | links  | 033,24     | 0298,49               | 047,56             | Niederlauer                             | 244-4    |
| (Entwässerungsgraben aus Hohenroth) | rechts | 002,03     | 0002,78               | 048,08             | Hohenroth                               | 244-512  |
| Ebersbach                           | rechts | 003,50     | 0009,51               | 054,22             | Niederlauer-Unterebersbach              | 244-514  |
| Warrbachgraben                      | rechts | 001,70     |                       | 058,00             | Bad Bocklet-Steinach                    | 244-519? |
| Premich                             | rechts | 018,37     | 0093,88               | 058,97             | zwischen Steinach und Roth an der Saale | 244-52   |
| Dornlach (Auengraben/Stadtgraben)   | links  | 003,00     |                       | 066,00             | Bad Bocklet                             | 244-531? |
| Aschach                             | rechts | 012,32     | 0039,98               | 068,06             | Aschach                                 | 244-532  |
| Nüdlinger Bach                      | links  | 006,13     | 0025,97               | 075,56             | Bad Kissingen-Hausen                    | 244-534  |
| Kaskadentalbach                     | rechts | 002,50     | 0003,90               | 076,60             | Bad Kissingen-Saline                    | 244-535? |
| Marbach (Seehoferbach)              | rechts | 003,50     | 0008,62               | 079,60             | Bad Kissingen-Garitz                    | 244-535? |
| Lollbach                            | links  | 007,06     | 0026,35               | 084,23             | westlich Bad Kissingen-Arnshausens      | 244-536  |
| Sulzbach                            | links  | 003,20     | 0015,20               | 088,80             | Euerdorf                                | 244-39?  |
| Schrenkgraben                       | rechts | 002,90     | 0009,60               | 092,30             | Aura an der Saale                       | 244-39?  |
| Grundbach (Wiesenbach)              | links  | 001,80     | 0004,80               | 096,50             | Elfershausen-Trimberg                   | 244-39?  |
| Deißelbach                          | rechts | 003,20     | 0007,80               | 098,50             | Elfershausen                            | 244-39?  |
| (Bach aus dem Aspental)             | links  | 002,20     | 0003,90               | 0101,30            | vor Langendorf                          | 244-39?  |
| (Bach vom Fuß des Kohlenbergs)      | links  | 002,30     | 0005,00               | 0101,50            | Langendorf, Nordrand                    | 244-39?  |
| Feuerthaler Bach                    | rechts | 004,10     | 0005,80               | 104,50             | unterhalb Hammelburg-Westheim           | 244-39?  |
| (Bach aus Fuchsstadt)               | links  | 003,20     | 0008,30               | 107,00             | östlich-gegenüber von Hammelburg        | 244-39?  |
| Rechbach                            | rechts | 004,30     | 0007,40               | 111,00             | Hammelburg                              | 244-39?  |
| Thulba                              | rechts | 032,11     | 0139,88               | 111,94             | Hammelburg                              | 244-54   |
| Eschenbach                          | links  | 004,00     |                       | 113,40             | Hammelburg-Untereschenbach              | 244-591? |
| Klingenbach                         | rechts | 006,19     | 0019,62               | 115,69             | Hammelburg-Diebach                      | 244-592  |
| Roßgraben                           | links  | 002,40     |                       | 125,20             | Gräfendorf-Michelau                     | 244-593? |
| Michelbach                          | rechts | 001,70     |                       | 126,70             | unterhalb Gräfendorf-Michelaus          | 244-593? |
| Waizenbach                          | rechts | 007,08     | 0023,47               | 127,72             | oberhalb Gräfendorfs                    | 244-594  |
| Schondra                            | rechts | 031,30     | 0164,27               | 128,75             | Gräfendorf                              | 244-6    |
| Fischbach                           | rechts | 001,68     | 0007,89               | 130,36             | Gräfendorf-Schonderfeld                 | 244-72   |
| Pfaffengraben                       | links  | 000,57     | 0002,32               | 132,89             | Gräfendorf-Wolfsmünster                 | 244-732  |
| Heeggraben                          | rechts | 001,24     | 0001,41               | 134,76             | Gräfendorf-Wolfsmünster                 | 244-734  |
| Burggraben                          | links  | 003,98     | 0003,89               | 136,75             | Gemünden am Main-Schönau                | 244-74   |
| Hofgraben                           | links  | 002,20     | 0003,05               | 137,15             | Gemünden am Main                        | 244-76   |
| Fränkische Saale vor Sinn           | n. a.  | 139,29     | 2143,67               | 139,29             | Gemünden am Main                        | 244-1–7  |
| Sinn                                | rechts | 069,38     | 0622,57               | 139,29             | Gemünden am Main                        | 244-8    |
| Fränkische Saale                    | n. a.  | 139,99     | 2766,45               | 139,99             | Gemünden am Main                        | 2449999  |